# Tebosa
Tebosa es una freguesia portuguesa perteneciente al municipio de Braga. Posee un área de 2,66 km² y una población total de 1 096 habitantes (2001). La densidad poblacional asciende a 412,0 hab/km².
- Datos: Q1485466
- Multimedia: Tebosa / Q1485466